# ورزشگاه دانشگاه موصل

نمایی از ورزشگاه دانشگاه الموصل در سال ۲۰۱۸

ورزشگاه دانشگاه الموصل ورزشگاهی چندکاربردی در موصل می‌باشد که امروزه از آن بیشتر برای برپایی مسابقه‌های فوتبال و به عنوان ورزشگاه خانگی باشگاه فوتبال موصل استفاده می‌گردد. این ورزشگاه گنجایش ۲۰۰۰۰ نفر تماشاچی را دارد.